# Jean Jacquelin

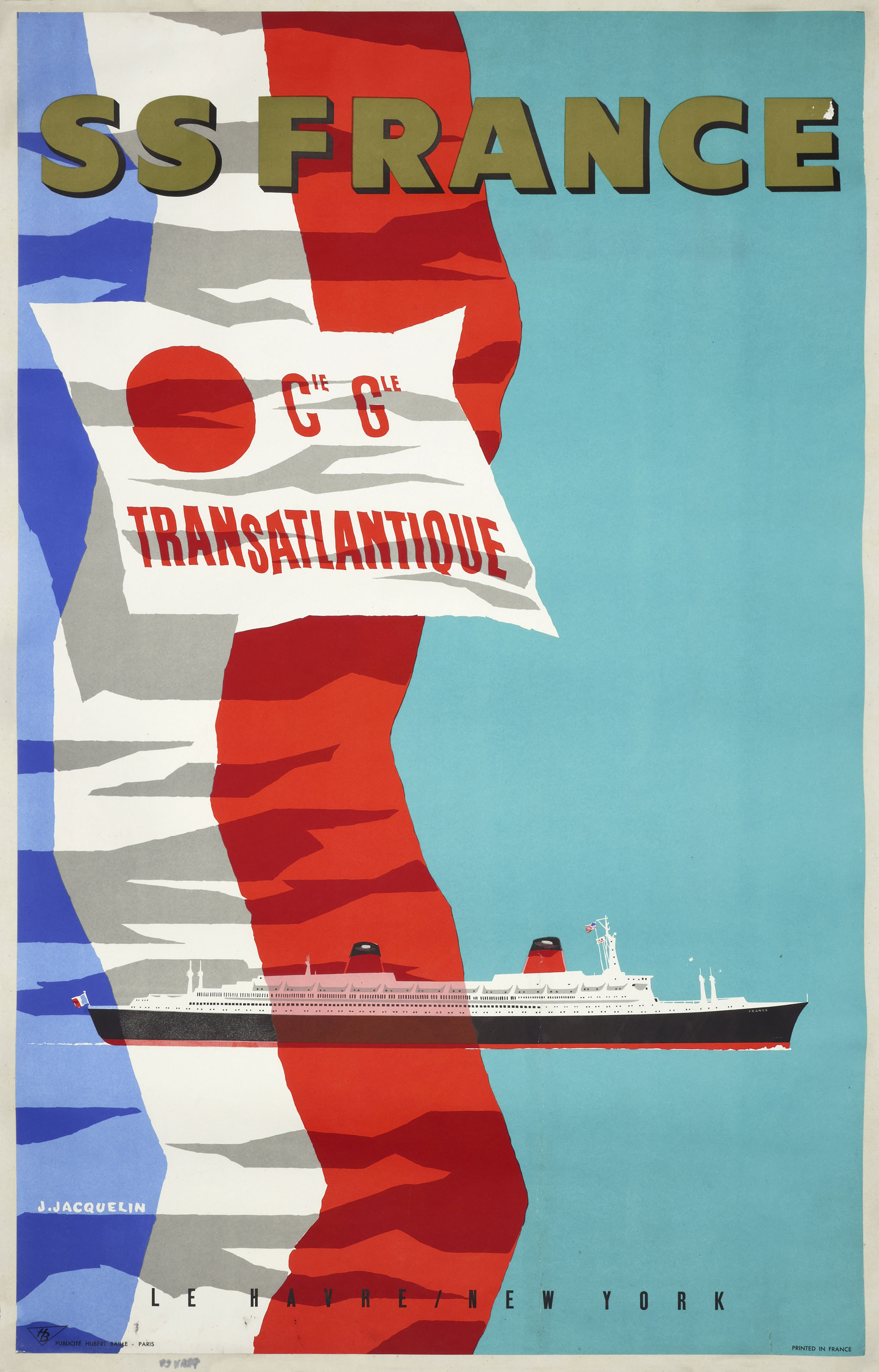
AFFICHE LANCEMENT DU FRANCE

Jean Jacquelin (1905-1989) est un affichiste français.

## Biographie
Jean Jacquelin nait le 26 mai 1905, 11 quai de Bourbon à Paris, fils de Louis, Charles Jacquelin et de Lucie, Philomène Philipps. En 1907, la famille déménage et habite rue du Jour, face à l’église Saint-Eustache. Puis à partir de 1912, les Jacquelin habitent rue Mouton-Duvernet à Paris dans le 14e. Jean fréquente l’école communale dans la même rue. En 1913, l’affiche Ripolin d'Eugène Vavasseur figurant les trois peintres subjugue Jean.
En 1914, la famille revient habiter 11 quai Bourbon. Naissance de son frère Olivier. Jean va à l’école rue Saint-Louis-en-l’Île. À la suite de la déclaration de guerre, son père Louis est mobilisé. En 1918, la famille effectue un séjour au château de la Bruyère près de Tours, puis revient à Paris. Jean fréquente alors l’école de la rue du Grenier-sur-l’Eau. En 1920, Jean Jacquelin réussit le concours d’entrée à l’école Germain-Pilon (qui deviendra l’École des arts appliqués à l’industrie). Il y reçoit une formation solide et appréciée.
Jean Jacquelin débute en 1923 chez Balagny-Loichemolle, un marbrier d’art de la rue Amelot. Il y contribue à remettre en état les plaques commémoratives des immeubles parisiens. Puis en 1924, il entre comme dessinateur dans une agence de publicité de la rue Meslay, TAP, (Travaux Artistiques de Publicité), où il fait les publicités de l’Armée du salut et réalise des affiches de solde pour les Galeries Lafayette. En 1925, il part faire son service militaire en Allemagne, à Essen.

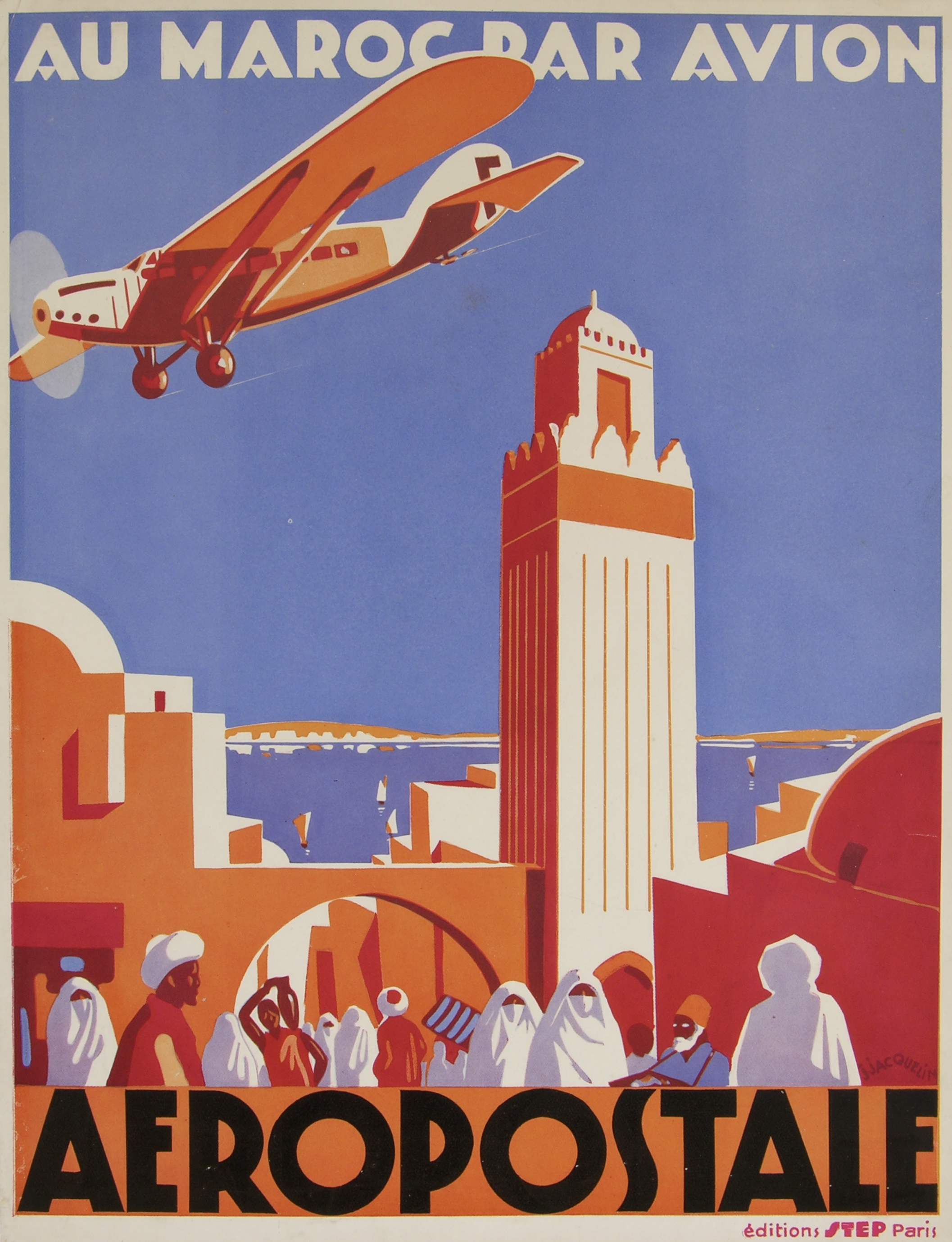
Affiche 1928

En 1927, Jean Jacquelin fait ses débuts aux Éditions STEP, 54, avenue Marceau, fondées par Léopold Cochet et Alexis Kow. À partir de 1929, il effectue des travaux publicitaires « signés » dans L’Illustration. Après le départ de Alexis Kow en 1929, Jacquelin devient le responsable artistique de l’agence en 1930. Puis en 1932, les Éditions STEP se transforment en SARL et s’installent 22, avenue de Versailles. J. Jacquelin devient l’associé de Léopold Cochet. À partir de 1933, Jean habite avec son frère dans un atelier, 21 rue Lakanal, dans le 15e. En 1936, les Éditions STEP rencontrent des difficultés et font faillite. Jean Jacquelin se met alors à son compte et continue à travailler pour Hotchkiss. En 1937, Francoeur écrit un article élogieux sur Jacquelin dans Le Courrier graphique. Jacquelin fait partie de l’Union syndicale des Maîtres Artisans Publicitaires et en 1938 il apparaît dans le Didot Bottin comme « dessinateur artistique ».

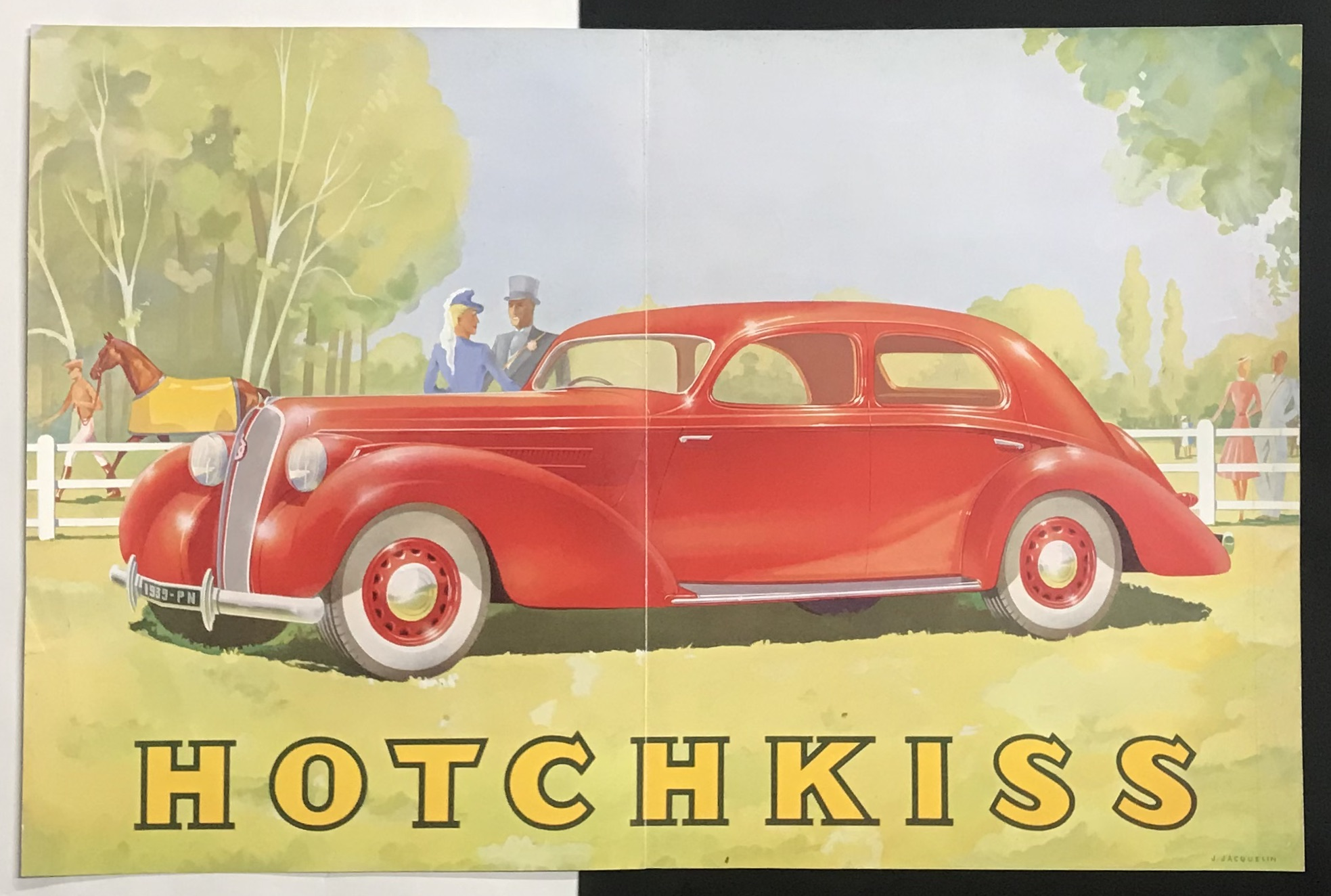
publicité Hotchkiss

Mobilisé en 1939, il travaille alors chez Hotchkiss. En 1940, il réalise ses premières plaquettes de scénarios pour l’Enfer du Jeu et SOS 103. À partir de 1941, il habite à Boulogne, rue Denfert-Rochereau. En 1942, il commence sa arrière dans l’affiche de cinéma. Il épouse Yvonne Bazin, l’ex-femme de Léopold Cochet en 1942.

affiche de cinéma

En 1945, Jean Jacquelin doit s’expliquer devant des commissions et au Quai des Orfèvres pour son affiche antibolchevique (réalisée en 1943 pour l’exposition « le Bolchevisme contre l’Europe »). En 1948, son nom réapparaît dans le Didot Bottin, suivi de la mention « dessinateur-affichiste ».
En 1953, Les Jacquelins s’installent 11, quai aux Fleurs au deuxième étage. En 1954, dans le Bottin, Jean Jacquelin apparaît comme « dessinateur publicitaire ». En 1958, Les Jacquelin rachètent l’ex-commissariat du rez-de-chaussée du 11 quai aux Fleurs dans l’intention d’en faire un magasin d’antiquités. Ils sillonnent la Normandie, le Lot et la Sarthe pour trouver des meubles anciens.
Le 27 mai 1960, il est blessé dans un accident de voiture près de Rambouillet, au cours duquel sa femme perd la vie. Jean Jacquelin se remarie, il épouse Françoise Clément le 10 novembre 1961. Le couple s’installe à Chaumontel dans l’Oise, 1 place de l’Église. Le couple aura deux enfants (Biche née en 1962 et Jean-François né en 1966). En 1969, la famille s’installe définitivement au Moulin de la Ronce. J. Jacquelin crée un élevage de juments poulinières et de trotteurs, une agence de publicité, le Pilier vert, et une galerie d’Art au Mans. 

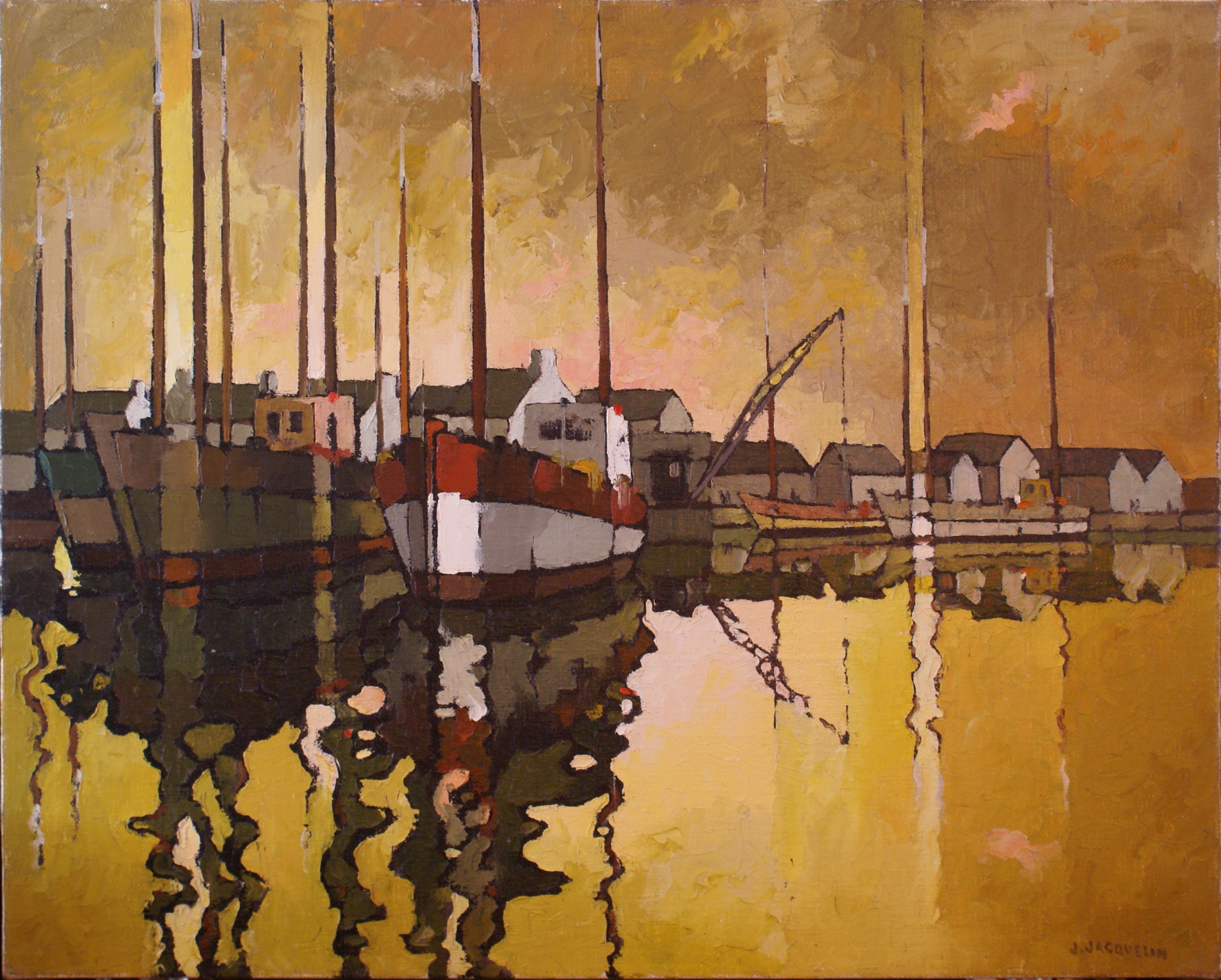
le guilvinec

Jean Jacquelin se consacre de plus en plus à la peinture. En 1970, il expose trente tableaux en février à la Galerie Camille Renault, boulevard Haussmann à Paris. En juin, expose ses dernières œuvres au Moulin. Puis en 1974, il expose ses toiles au Mans et à Angers. En 1975, sollicité par la Région, il réalise une série de projets pour la promotion des Pays de la Loire, qui n’aboutiront pas. En 1976, Jean Jacquelin fait une grave embolie, le Pilier vert cesse ses activités. Rétabli, il se consacre désormais entièrement à la peinture. En 1977, un incendie au Moulin détruit plusieurs de ses toiles. 
Exposition à Nantes.
En 1981, Jean Jacquelin crée une chèvrerie moderne au Moulin, puis en 1982, il se décide à prendre sa retraite. Il continue de peindre.
Jean Jacquelin meurt le 26 mai 1989 dans son Moulin, où il repose désormais.

## Œuvres
- 1928, affichette pour l’Aéropostale.
- 1929, Catalogue publicitaire pour Hotchkiss « Qualité totale », dépliant pour Fiat.
- 1930, Publicités pour Hotchkiss (campagne publicitaire dans l’Illustration en 1931) et l’Aéropostale.
- 1932, Catalogue publicitaire pour Hotchkiss.
- 1933, Catalogue publicitaire pour Antar.
- 1935, Plaquette illustrée pour Philips avec un texte de Colette : « Une femme se penche sur son présent ».
- 1936, Publicités pour Peugeot dans L’Intransigeant.
- 1937, Publicités pour Simca dans Le Petit Parisien, pour Hotchkiss dans Le Journal. Maquettes de carrosserie pour Hotchkiss.
- 1938, Première affiche pour la S.N.C.F., les Bons dimanches. Publicités pour Peugeot dans L’Intransigeant.
- 1939, Affiche pour Delage et la Prospérité française «  Achetez français ». Catalogue publicitaire pour Simca, « la Huitième merveille » et pour Hotchkiss, « Attention ! Admettez-vous… »
- 1940, Programme pour le Gala du 20 décembre donné à l’Opéra au bénéfice du Secours national et des enfants victimes de l’exode.
- 1941, affiche et illustrations pour Paris-Midi du roman de Pierre Véry L’Assassin a peur la nuit (mai). En septembre, pour Paris-Soir, affiche pour un concours international d’accordéon. En décembre, pour Paris-Soir, affiche et illustration du roman de Simenon Signé Picpus ou la Grande colère de Maigret. Deux affiches pour le Commissariat général à l’éducation et aux sports.
- 1942, affiche de cinéma pour les films l’Assassin a peur la nuit, le Navire blanc, le Capitaine Tempête, et Lumière d’Été. Affiches pour la Maison du prisonnier et l’exposition « le Bolchevisme contre l’Europe ».
- 1943, Affiche pour « la Nuit du  Cinéma », scénario de Carmen. Affiches pour les Mystères de Paris, Carmen, le Centre d’entraide du Mouvement prisonnier et la Croix rouge française.
- 1944, Scénario de La Boîte aux Rêves. Programme pour une soirée de gala prévue pour le mardi 8 août au bénéfice des techniciens du film.
- 1945, Affiche et scénario de la Belle et la Bête, affiche de Sylvie et le fantôme. Plaquette publicitaire pour la Discina avec deux planches inédites pour Sortilèges et la Belle et la Bête. Publicités de presse pour les Parfums Verlayne.
- 1946, Série d’affiches pour des films américains de la M.G.M. le Dernier Gangster, Madame Minivers, Madame Curie, Hantise. Affiche des Maudits de René Clément. Publicité pour les Parfums Verlayne. Première jaquette illustrée pour un roman de Simenon.
- 1947, Affiches de Dédée d’Anvers, Jour de Fête Rocambole, le Cocu magnifique, Ruy Blas, la Chartreuse de Parme, les Requins de Gibraltar. Jaquettes de livres pour les Éditions Froissart, notamment pour les romans de Cecil Saint-Laurent.
- 1948, Affiches des Amants de Vérone, de Pattes blanches, des Dernières vacances et de Du Guesclin. Premières affiches publicitaires pour Delort, Maïzena et Purodot.
- 1949, Affiches de Tous les chemins mènent à Rome, Singoalla, le Roi. Affiche pour Pingouin et les Éditions Jean Froissart. Compose toutes les couvertures de la revue Constellation de l’année.
- 1950, Affiches du Château de verre, de la Femme aux deux visages, Ma Pomme, Lady Paname, le Traqué. Affiches pour le Meeting des bataillons du ciel, Fantasia de Spahis, Pingouin et Critérium.
- 1951, Affiches des Trois femmes, pour le Meeting national de l’air et le chocolat Klauss.
- 1952, Affiches de Mademoiselle Julie et de Casque d’Or, pour le Centenaire de la médaille militaire, la Grande Parade. Campagne pour l’Alsacienne, Critérium & Sergent Major.
- 1953, Affiches pour le Meeting d’aviation féminin, le Grand Carrousel France-Écosse, le Ministère de la Santé publique, l’Alsacienne. Premier panneaux peints pour Scandale place de l’Opéra. Catalogue publicitaire pour Simca, «  Choisissez votre nouvelle Aronde ». Début de la campagne de presse pour Scandale dans Paris-Match et Elle, qui va durer jusqu’en 1959. Jaquettes de livres pour les Éditions Charles Frémanger qui ont pris la suite des Éditions Froissart.
- 1954, Affiches pour la S.N.C.F (Lacs du Massif central), Noilly-Prat, le Grand Festival de la Victoire, Baignol et Farjon. Nouveaux panneaux peints pour Scandale place de l’Opéra.
- 1955, Affiches pour le Printemps, l’automne et l’amour, Bayard, Scandale et le Festival de la Victoire. Catalogue publicitaire pour Simca, « la Surbaissée ». Jaquettes de livres jusqu’en 1965 des romans de Simenon édités par les Presses de la Cité.
- 1956, Affiches pour le Cas du Docteur Laurent, la S.N.C.F. (Les Châteaux de la Loire), Fléchet, Frigidaire et la Fédération nationale des Coopératives de consommation.
- 1957, Campagne pour l’Électricité de France. Affiches pour l’emprunt 1957 de la S.N.C.F. et les Presses de la Cité « Prénom Clotilde ». Début de la campagne de presse pour Vittel, Vitteloise et Vittel-Délices dans Paris-Match et Elle, qui va durer jusqu’en 1959. Publicité de presse pour la marque de lingerie Polichinelle et les rubans thermo-collants Quick.
- 1958, Affiches pour l’emprunt 1958 de la S.N.C.F., Simca, GRG machine à laver, Marie Brizard et During. Début des encarts publicitaires pharmaceutiques avec Hubert Baaille.
- 1959, Affiches pour le Casino d’Enghien, qui obtient la médaille d’argent 1959 du Grand Prix Martini de l’Affiche, pour l’emprunt 1959 de la S.N.C.F., Sarco, Vieille Cure et Brandt.
- 1960, Affiches pour Stemm, pour la S.N.C.F. (La Corse) et Martell.
- 1961, Affiche et plaquette pour le France, lancé par la Compagnie Générale Transatlantique, affiches pour la S.N.C.F. (Les Gorges de la Loire et l’emprunt 1961), pour Léonard, Gerflex, l’Industrie sidérurgique.
- 1962, Réalise jusqu’en 1968 les campagnes publicitaires pour COOP et dessine une centaine d’affiches pour des produits de consommation courante. Affiches pour Gerflex et le climatiseur Saint-Jean.
- 1963, Affiche pour GRG Réfrigérateurs. Dépliant pour la SNCF, Électrification Paris-Bruxelles.
- 1964, Affiche pour le S.N.C.F. (La Côte Basque).
- 1965, Affiches pour la Caisse nationale d’Épargne, Rousset, Primagel, la S.N.C.F. (La Bretagne). Première affiche pour le Crédit Foncier de France.
- 1966, Affiches pour la S.N.C.F. (Les Alpes) et le Crédit Foncier de France.
- 1967, Affiches pour Pontiac et la S.N.C.F (emprunt 1967).
- 1968, Affiche pour le Crédit Foncier de France. Calendriers artistiques pour Jean Lavigne.
- 1970, Affiche pour Champroux-construction.
- 1971, Affiche pour Semur-en-Vallon.
- 1972, Affiches pour un magasin du Mans, Jean’Stock, pour la Foire de Printemps et pour l’Automobile Club de l’Ouest.
- 1973, Affiches pour les Quatre jours du Mans et la Foire-Exposition.
- 1974, Affiches pour la S.N.C.F (Plaisir de voir) et les 24 heures du Mans.
- 1975, Affiches pour la S.N.C.F (emprunt 1975).

## Prix
- 1960, médaille d’argent du Grand Prix Martini pour son Emprunt S.N.C.F. 1959.
- 1961, médaille d’or 1961 du Grand Prix Martini de l’Affiche pour son emprunt SNCF 1961.